# Amblyomma torrei
Amblyomma torrei är en fästingart som beskrevs av Pérez Vigueras 1934. Amblyomma torrei ingår i släktet Amblyomma och familjen hårda fästingar.
Artens utbredningsområde är Kuba. Inga underarter finns listade i Catalogue of Life.